# 哈恩岑貝格山
47°43′15″N 13°37′28″E / 47.720936°N 13.624460°E

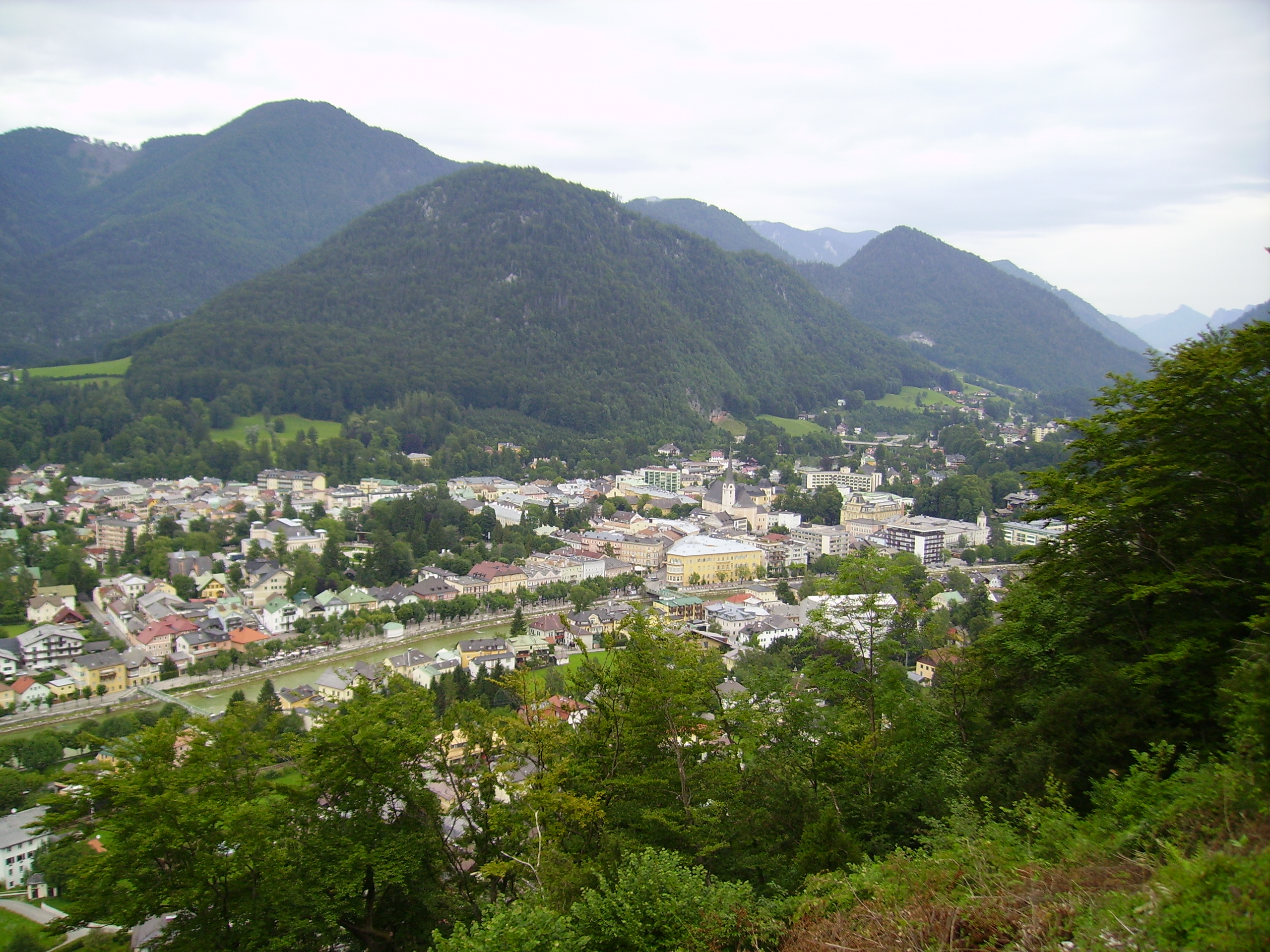

哈恩岑貝格山（德語：Jainzenberg），是奧地利的山峰，位於該國北部，由上奧地利州負責管轄，屬於齊姆尼茨山的一部分，海拔高度834米，每年平均降雨量1,801毫米。